# Potiaxixa gounellei
Potiaxixa gounellei là một loài bọ cánh cứng trong họ Cerambycidae.